# Phyllopta biparasitica
Phyllopta biparasitica är en svampart som beskrevs av Fr. 1825. Phyllopta biparasitica ingår i släktet Phyllopta och familjen Trichosporonaceae.   Inga underarter finns listade i Catalogue of Life.